# チャンス大城
チャンス大城（チャンスおおしろ、1975年1月22日 - ）は、吉本興業に所属する日本のピン芸人、俳優。本名、大城 文章（おおしろ ふみあき）。兵庫県尼崎市出身。

## 来歴
1989年、NSC大阪校へ8期生として入学。本来15歳以上でなければ入れなかったところを1歳サバを読んで入学するも中退した。その後は定時制の伊丹市立高等学校に4年間通い、1994年4月にNSC大阪校へ13期生として再入学している。
8期生としての同期である千原ジュニア（千原兄弟）と共演した際、「浩史さん」とうっかり本名で呼んでしまいジュニアから「本名で呼ぶのやめてくれへん?」と言われた。大城本人は8期出身の同期には敬語、13期出身の同期にはタメ口で話す。
デビュー当時は吉本に所属し、安藤八主博（ザ・たこさん）らと共にトリオ『オッヒョッヒョッ〜三兄弟』として活動したが、短期間で解散。その後、定時制に通っていたときの同級生の和田英雄とコンビ『ビックママ』を組むものの2年で解散。
1998年より大川興業へ移籍。同年12月31日、「大川の大忘年会1998」で初舞台を踏む。翌1999年より「心臓反対」の芸名でコンビ『南北朝鮮』を結成するが、短期間で解散。2000年に事務所の先輩だった玉置ピンチ!とコンビ『右心臓800』を組んでいた。続いて2002年7月より、事務所での当時の新人・三好宏明とコンビ『昭和右心臓』を結成したが2003年春に解散、さらに同年6月より力三宅とのコンビ『大城・三宅』での活動を経て、2003年後半よりピン芸人として活動中。
2007年に第2日本テレビ内のコーナーで、大城がイスラム教への改宗までを密着する企画が放送され、その後実際にイスラム教徒として活動していた。
大川興業時代の先輩だった松本キック（松本ハウス）のプロデュースによるミュージシャン「漆谷犬多（うるしだにけんた）」としての顔も持ち、ライブハウス等の活動や自主制作によるCDを出している。
持ち芸の中には、ナンの食品サンプルを持ちながらネタを言った後にブリッジで「何のことやね〜ん」とセリフを発するものがある。
2009年6月10日をもって大川興業からの退社を発表。直後はフリーランスとなり、2018年3月から古巣の吉本へ出戻る形で復帰した。

## エピソード
- 2007年から同棲していた彼女が ある日突然 わたし旅に出ると言い出しアパートを出た。 それから 約2か月後に たまたま神戸でライブがあったが兵庫県尼崎市の母が観に来ていて ライブ終わりに「おもろかったで！」ちょっと 「よしこちゃん(彼女の仮名)産まれたで今日 立派な男の子」と大城からすると 意味不明な 言葉を言われ 続いて「東京に戻って○○病院の403号室に早く行ってあげな！」と言われたので 大城は おかんがボケ始めたと思って 兄貴に母親が大変な事になってるぞ とメールをした。

しかし東京に帰った大城の元に 母からのメールが来ており「10時に開くから403号室に早く行ってあげな！」と再び言われたので行ってみると 旅に出ていた彼女が病室に座っていて 「ちょっと待ってて」 と彼女が言うとクリアなフタの付いた乳児専用のキャスター付き台座に載せられた赤子が運ばれてきて 彼女が「昨日産まれたの 男の子」 「これ婚姻届 名前書いて」と届け出用紙を差し出され その時 大城が母親がボケていなかったんだと悟った。用紙に記入すると あまりにも予期していなかった突然の出来事に 大城は病院を出ると直ぐに近くにコンビニで500mⅬのビールを3本買い公園で飲んだが全く酔えなかったと番組内で話した。
- キリスト教の洗礼を受けており、クリスチャンネームは「アントゥニウス」だった。
- 2007年にキリスト教徒の母親を説得し、キリスト教からイスラム教へ改宗している。その後も様々な宗教へ入信し、一時は8団体を掛け持ちするという異常な事態となっていたが、父親から「女と宗教は掛け持ちするな」と言われたことを機に、現在は純粋なキリスト教徒へ戻っている。
- 学生時代は「いじめられエリート」と自称するほどのいじめられっ子だった[4]。中学2年時に『4時ですよーだ』（毎日放送）の素人出演コーナーへ出演、F1グランプリを口まねするネタを披露した。その日の優勝者に選ばれ、賞品としてゲーム機のセガ・マスターシステムを獲得した。本番後に倉本美津留から連れられ、松本人志（ダウンタウン）の楽屋にも行ったという。翌日に通学するといじめられっ子が一転してヒーロー扱いされるようになった一方で、「セガ・マスターシステムよこせ」とたかりにも遭ったという[4]。

- 普通自動車運転免許証を27回紛失している。

- 定時制高校3年生の時に同級生である和田英雄と共に、先輩とトラブルを起こして、山に埋められたことがある。

- 過去の芸名・コンビ名が表す通り、右心臓の持ち主。心臓以外の臓器も全て左右反転した完全内臓逆位（全臓器反転症）であり[5]、健康上も特に問題はない[注釈 1]ことが2003年9月10日放送『Dの嵐!』「摩訶不思議、人体の神秘スペシャル!!」（日本テレビ）で判明している。また、足の経穴（ツボ）の一部も左右反転である[4][5]。
- 中学時代、『北斗の拳』に登場する右心臓の登場人物に肖って「サウザー」というあだ名をつけられた[6]。
- 透視能力を持つとされるロシアの少女が大城の身体の状態を見抜くというテレビ企画へ参加した際、右心臓を見破られる前に過去に起こしたバイク事故の影響で右の睾丸が機能していない事実を指摘された（放送上カットされた）[7]。
- 8期出身の同期である千原せいじ（千原兄弟）が経営するラーメン店で働いている（2013年2月当時）[4]。

- 2017年12月21日放送『とんねるずのみなさんのおかげでした』（フジテレビ）の「第23回細かすぎて伝わらないモノマネ選手権」にて『ザ・ノンフィクション』のネタで小出真保と共に優勝[8]。小出とは『まほ&チャンス』というユニットを結成している。これを縁として『ザ・ノンフィクション』のナレーションを担当したことがある。

- 舞台イベント「チハラトーク」やインターネット番組『フジモンが芸能界から干される前にやりたい10のこと』でジュニアと共演し、エピソードを披露したのがきっかけで『人志松本のすべらない話』（フジテレビ）の出演に繋がった[1]。

- 東中野のコンビニでバイトしていた時期、一目惚れした女性客がいてその客が毎回頼むタバコの銘柄を覚え注文される前に差し出したのをきっかけとして仲良くなり、合コンの話に発展するも事務所の関係でシフトを何度も差し替えた挙句、バイトを解雇されコンパは実現しなかった。その女性客はブレイク前の椎名林檎だった[9]。

- ヘヴィメタルを好んでおり、時折SNS上でギターの演奏動画を公開している。

## 出演番組

### テレビ

#### 現在の出演番組
- 水曜日のダウンタウン（TBSテレビ、2019年3月13日 - ）- 不定期出演
- さんまのお笑い向上委員会（フジテレビ、2019年10月5日 - ）- 不定期出演
- 5時に夢中!（TOKYO MX、2020年2月20日 - ） 月1回、木曜コーナー「月刊地下芸人」レギュラー
- ケンコバのバコバコナイト（サンテレビ、2024年2月3日 - ）コーナー「チャンス大城のチャンスベZONEクリニック」担当。
- ラヴィット!（TBSテレビ、2024年10月10日 - ）- 不定期出演
- SKE48 真夜中のウナギたち（テレビ愛知、2025年4月14日 - ） レギュラー出演
- チャンス大城のリアルジョブホラー 〜あなたの隣の怖い人〜 （テレビ朝日、2025年8月6日 - ）

#### 過去の出演番組
- ザ・ノンフィクション 触れられたくない過去（フジテレビ、2018年3月18日） ナレーション
- 競輪LIVE!チャリロトよしもと（BSよしもと、2024年10月25日 - 2025年6月30日）- 金曜MC

### 映画
- 東京アディオス（2019年）
- 漁港の肉子ちゃん（2021年6月11日） - カエル 役
- 空白（2021年9月23日）
- 電エースカオス（2023年12月22日、エクストリーム）[10]
- カラオケ行こ!（2024年1月12日） - 尾形 役[11][12]
- シモキタブレイザー（2024年2月16日）[13] - おっさん 役
- ありきたりな言葉じゃなくて（2024年12月20日） - キャバクラのボーイ 役[14]

### ドラマ
- 桃色探訪〜伝説の風俗〜（2022年5月29日、チャンネルNECO） - カズ 役
- だが、情熱はある 第7話（2023年5月21日、日本テレビ） - 社長 役
- ハレーションラブ 第3話（2023年8月19日、テレビ朝日） - 本木亮（小学校の教員） 役
- さよならマエストロ〜父と私のアパッシオナート〜 第9話（2024年3月10日、TBS） - 菓子屋店主 役[15]
- お迎え渋谷くん 第7話 - 最終話（2024年5月14日 - 6月18日、関西テレビ・フジテレビ） - 黒岩晋一 役[16]
- 降り積もれ孤独な死よ 第4話（2024年7月28日、読売テレビ・日本テレビ系） - 警察官 役[17]
- 24時間テレビ ドラマスペシャル『欽ちゃんのスミちゃん 〜萩本欽一を愛した女性〜』（2024年8月31日、日本テレビ） - 電気屋さん 役[18][19]
- 私の町の千葉くんは。（2024年10月10日 - 12月26日、テレビ東京） - 五十嵐修 役[20]
- ウルトラマンアーク 第21話（2024年12月7日、テレビ東京） - 砂城社長 役[21]
- 法廷のドラゴン 第2話（2025年1月24日、テレビ東京） - 井口久雄 役[22]
- 離婚弁護士 スパイダー Season2 〜偽りと裏切り編〜 第2話（2025年2月15日、日本テレビ） - 本人 役[23]
- いきなり婚 最終話（2025年3月26日 、日本テレビ） - パーティー司会者 役[24]
- いつか、ヒーロー 第3話（2025年4月27日、朝日放送テレビ・テレビ朝日） - お笑い芸人 役[25]

### ラジオ
- 芸人お試しラジオ「デドコロ」（2023年8月 - 9月、火曜会）
- ジャンワラ（2023年3月 - FMしながわ）-　毎月第一・三週担当
- オールナイトニッポン0(ZERO)（2025年6月8日、ニッポン放送） - 週替わりパーソナリティ

### インターネット番組
- R藤本の水曜はじけてまざれ!（2010年4月21日〈初登場〉、ニコニコ生放送よしよし動画） - 複数回出演
  - 第2回藤本Rのまざらない話（2010年12月27日）※2代目MVM受賞
- チャンス大城のヤンヤンヤン![26]（2011年1月19日、ニコニコ生放送よしよし動画）
- チャンス大城のオッヒョッヒョーChannel（2017年4月4日 - 、公式YouTube番組）
- フジモンが芸能界から干される前にやりたい10のこと（2017年8月30日、AbemaTV）
- HITOSHI MATSUMOTO presents ドキュメンタル シーズン8（2020年、Amazonプライム・ビデオ）
- 街録ch〜あなたの人生、教えて下さい〜（2021年、YouTube番組）
- BAZOOKA!!!（2022年9月10日、ABEMA）- シーズン1・第14回「出没！ヤバ街ック天国in尼崎」案内人
- トークサバイバー!ラスト・オブ・ラフ（2024年9月3日配信予定、Netflix）[27]

### CM
- 森永製菓「森永ラムネ」『試験中に雑音』篇（2024年7月19日 - ） - 教師 役[28]

## 著書
- 僕の心臓は右にある（2022年7月20日、朝日新聞出版） ISBN 4-02-332259-8